# Cluedo

Brottsplatser

Cluedo (av engelska clue, "ledtråd", och latin ludo, "jag leker", "jag spelar", det vill säga "ledtrådsspel") är ett sällskapsspel, skapat av Waddington Games 1948. Spelets handling utspelas på ett engelskt gods där man skall ta reda på mördare, mordvapen och mordplats. Logiskt tänkande krävs och då motspelarnas drag är ledande kan man lura varandra en hel del.
Spelet har utgivits flera gånger och många av namnen som används i spelet har ändrats med tidens gång. Spelplanen är utformat som ett hus (kallad Swartwiks Herrgård i en version), med olika rum och hemliga gångar.

## Misstänkta
Sex personer är misstänkta; det de har gemensamt är att de har en färg i sitt namn. 
- Fröken Röd (ibland Scharlakan)
- Överste Senap (hans färg är gul)
- Doktor Orkidé (rosa) (ersätter Fru Vit från och med 2016)
- Pastor Grön
- Fru Blå (ibland Påfågel eller Kråm)
- Professor Plommon

## Mordvapen[2]
- Rep
- Revolver
- Ljusstake
- Dolk
- Blyrör
- Skiftnyckel

## Brottsplatser
|            |                |  |                          |            |            |  |   |  |
|            | †              |  |                          | Danssalong |            |  | ‡ |  |
| Kök        | Vinterträdgård |  |                          | Danssalong |            |  |   |  |
|            |                |  |                          | Danssalong |            |  |   |  |
|            |                |  |                          |            |            |  |   |  |
|            | Matsal         |  | "Källare" med kortkuvert |            | Biljardrum |  |   |  |
|            | Matsal         |  | "Källare" med kortkuvert |            |            |  |   |  |
| Bibliotek  | Matsal         |  | "Källare" med kortkuvert |            |            |  |   |  |
|            |                |  |                          |            |            |  |   |  |
|            |                |  | Hall                     |            |            |  |   |  |
| Vardagsrum | Arbetsrum      |  |                          |            |            |  |   |  |
| ‡          | †              |  |                          |            |            |  |   |  |
|            |                |  |                          |            |            |  |   |  |

† ‡ Påvisar hemliga gångar till rummet i motsatt hörn
Notera att källaren inte är en brottsplats i brädspelet. Här ligger kuverten med lösningen, här hittades också mordoffret, Doktor Svart.